# Fit for a King
Fit for a King is een Amerikaanse Christelijke metalcoreband afkomstig uit Tyler, Texas.

## Biografie
De band werd opgericht in 2007 door Jared Easterling, Aaron Decur, Justin Juno, Jared McFerron, Alex Danforth en Jed McNeill. In haar beginjaren bracht de band twee ep's uit en toerde regionaal. Toen de band in 2009 besloot fulltime te gaan toeren, besloten McNeill en McFerron de band te verlaten om zich te kunnen richten op hun opleiding. In 2010 voegde Ryan Kirby zich bij de band, als nieuwe frontman. In die samenstelling bracht de band in 2011 haar debuutalbum Descendants uit. Datzelfde jaar nog verliet bassist Decura de band voor een carrière bij de politie. Hij werd vervangen door Aaron Kadura, die daarnaast ook de schone zang zou doen, naast Easterling.
In juli 2012 maakte de band bekend een contract getekend te hebben bij Solid State Records. Hier brachten zij op 12 maart 2013 hun tweede ablum, Creation/Destruction. Het album verkocht meer dan 3.100 kopieën in de eerste week en piekte daarmee op een zesde plaats in de Hard Rock hitlijst van Billboard. Later dat jaar volgde een heruitgave van Descendants via Solid State.
In 2014 verliet Kadura de band. Hij werd vervangen door Ryan O'Leary. In de daaropvolgende jaren bleef de samenstelling van de band stabiel en brachten ze met Slave to Nothing (14 oktober 2014), Deathgrip (7 oktober 2016) en Dark Skies (14 september 2018) drie albums uit. Op 30 september 2018 maakte Bobby Lynge bekend de band te verlaten, omdat hij meer bij zijn familie wou zijn. Wel gaf hij aan betrokken te blijven bij het schrijfproces voor het nieuwe album en tevens niet uit te sluiten dat hij zou deelnemen aan toekomstige toers. Daniel Gailey is zijn veravanger.
Op 14 mei 2020 kwam de band naar aanleiding van de COVID-19-pandemie met een verrassingscollaboratie met We Came as Romans. Voor de collaboratie zullen de zangers van beide bands te horen zijn op hernieuwde versies van recente hits van beide bands. Op 8 juli kondigde de band aan dat haar zesde studioalbum The Path zou gaan heten en op 8 september 2020 uitgegeven zou moeten worden. Tegelijkertijd publiceerde de band de tracklist en cover-art voor het album.

## Bezetting
| Huidige leden - Jared Easterling – drums (2007–heden); schone vocalen (2007–2014) - Ryan Kirby – leidende vocalen (2014–heden); screams (2010–2014) - Ryan "Tuck" O'Leary – bas, schone vocalen (2014–heden) - Daniel Gailey – gitaar, achtergrondvocalen (2018–heden) | Voormalige leden - Justin Juno – bas (2007–2008) - Alex Danforth – screams (2007–2008) - Jed McNeill – keyboards (2007–2009) - Jared McFerron – gitaar (2007–2009) - Mason Wilson – leidende vocalen (2008–2010); gitaar (2008) - Aaron Decur – bas (2008–2011); gitaar (2007–2008) - Justin Hamra – gitaar (2008–2013); achtergrondvocalen (2008–2010) - Aaron "Olan" Kadura – bas, schone vocalen (2011–2014) - Bobby Lynge – gitaar, achtergrondvocalen (2010–2018) |

Tijdlijn

## Discografie
Studioalbums
- 2011: Descendants
- 2013: Creation/Destruction
- 2013: Descendants - Redux
- 2014: Slave to Nothing
- 2016: Deathgrip
- 2018: Dark Skies
- 2020: The Path

Ep's
- 2008: Fit for a King
- 2009: Awaken the Vesper